# Coquimba schencki
Coquimba schencki är en kräftdjursart som först beskrevs av LeRoy 1943.  Coquimba schencki ingår i släktet Coquimba och familjen Hemicytheridae. Inga underarter finns listade i Catalogue of Life.